# باکوشین
باکوشین (به ژاپنی: 幕臣 ばくしん)، ساموراییهایی بودند که به رئیس شوگون‌سالاری، سی تایشوگون، به عنوان ارباب مستقیم خود خدمت می‌کردند. به‌طور کلی، این اصطلاح به کسانی اشاره دارد که در دوره ادو، مستقیماً تابع خاندان توکوگاوا بودند، مانند دایمیو، هاتاموتو و گوکه‌نین و مواجبی کمتر از ۱۰٬۰۰۰ ککو دریافت می‌کردند.